# Beechcraft Model 17
Бічкрафт Модель 17 «Стаггервінг» (англ. Beechcraft Model 17 Staggerwing) — американський багатоцільовий біплан з зворотнім стаггером (нижнє крило розташовувалось попереду верхнього) створений компанією Beechcraft в 1930-их роках. Літак успішно використовувався цивільними і військовими операторами для використання для пасажирських і вантажних перевезень, а також специфічних задач. Під час Другої світової війни використовувався військами союзників.

## Розробка

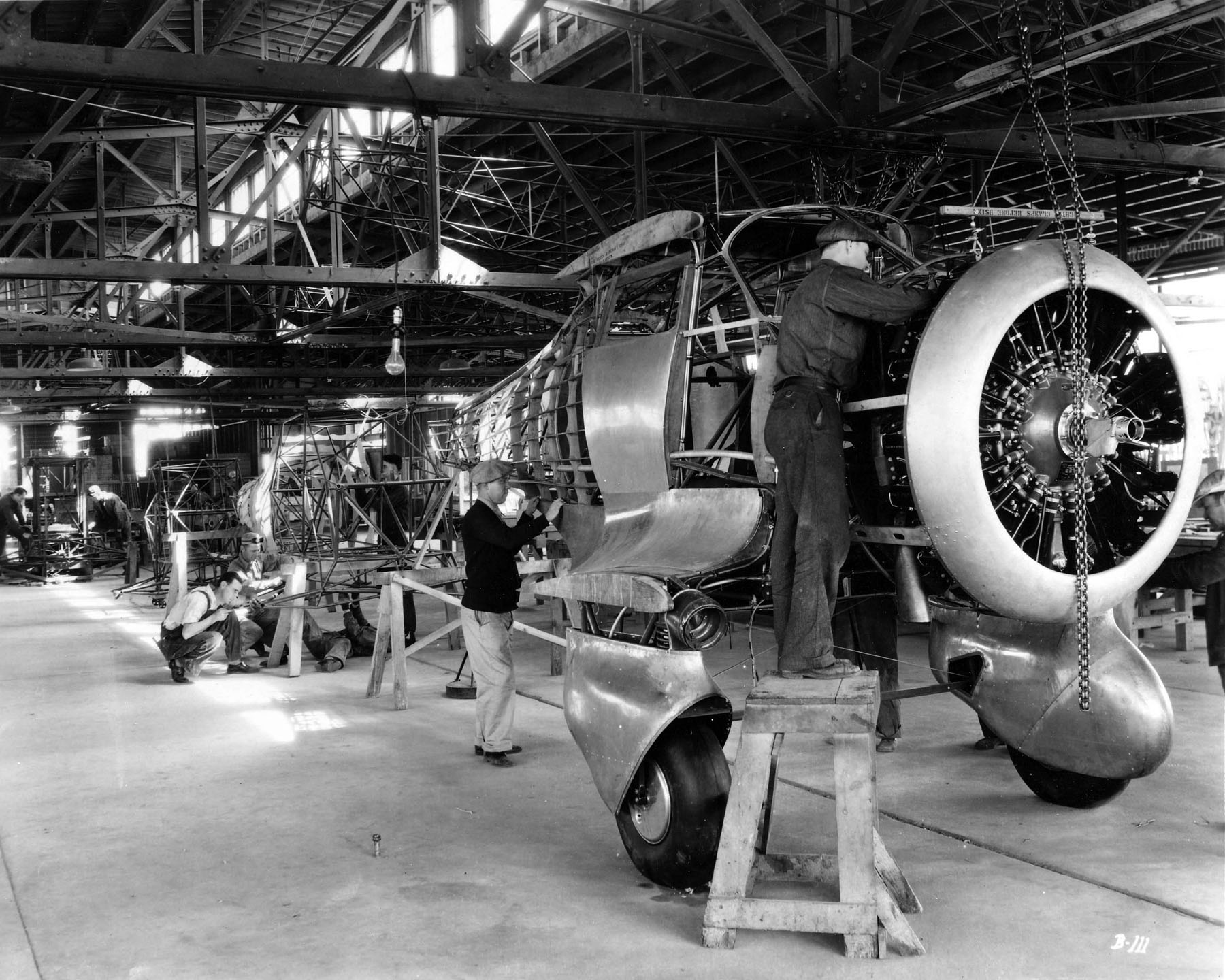
Складальна лінія Beechcraft Model 17 на початку виробництва. На передньому фоні єдиний екземпляр з фіксованим шасі A17F.

В 1932 році Волтер Біч покинув компанію Travel Air, після того як в 1929 році її купила Curtiss-Wright, і заснував компанію Beech Aircraft Corporation в місті Вічита. Разом з ним до компанії приєднався інженер Тед Велс, першим проєктом якого стала «Модель 17» — швидкий біплан з закритою кабіною для продажу головам великих компаній. Велс створив дизайн ще працюючи на Curtiss, але його було відхилено компанією. Літак, який отримав власне ім'я «Стаггервінг» через відповідне розташування крил вперше піднявся в повітря 4 листопада 1932 року.
Розташування крил зворотнім стаггером в «Моделі 17» теоретично мало зменшити аеродинамічний опір між крилами, але на практиці покращення було мінімальним. Тим не менше літак мав вилизану аеродинамічну форму, невелику масу, потужний двигун і незвичне на той час висувне шасі, що дозволило отримати високі льотні характеристики. Літак мав зварний сталевий каркас з дерев'яними лонжеронами і тканинною обшивкою. Така конструкція була складною і виробництво вимагало велику кількість людино-годин. Швидкості виробництва також не допомагало те що більшість роботи виконувалась руками, а кабіна виконувалась на замовлення і обшивалась шкірою чи іншими матеріалами.
В середині 1930-их років Біч зробив суттєву переробку дизайну створивши Model D17 Staggerwing з довшим фюзеляжем, що допомогло покращити керованість, а також перенесенням елеронів на верхнє крило що б не перешкоджати роботі закрилок. Також було покращено шасі.
Між квітнем 1936 року і травнем 1940 року відбулося шість катастроф з Model 17 зокрема декілька літаків розпалися під час польоту, початково причинами було визнано погодні характеристики і проблеми в структурі які викликались флаттером елеронів і крил. Спочатку Бюро безпеки цивільної авіації видало вказівку на обмеження максимальної швидкості польоту, але пізніше було створено модифікацію до елеронів і закрилок для зміцнення кінцівок крил.

### В Японській Імперії
В 1936 році японська авіакомпанія «Ніхон Коку Юсо» зацікавилась в Model C17E і замовила один літак, який вже 29 вересня 1936 року вперше піднявся в повітря в Японії. Оцінивши характеристики літака і дізнавшись про його популярність в США, компанія Тачікава вирішила купити ліцензію на виробництво. Один літак було куплено розібраним для вивчення і полегшення налаштування виробництва. Після цього до квітня 1939 року було виготовлено ще 20 літаків.

## Історія використання
Через порівняно високу ціну літака (14-17 тисяч доларів, в залежності від обраного двигуна), а також стан ринку початкові продажі Model 17 були доволі поганими. Тільки 18 літаків було продано в 1933, першому році серійного виробництва, але поступово продажі збільшувались і до початку Другої світової війни вже було продано більше 424 літаки.

### Участь в перегонах
Висока швидкість Model 17 зробила його популярним серед учасників авіаційних перегонів, які були популярні в 1930-их роках. Одна з перших моделей перемогла в перегонах Texaco в 1933 році. В 1935 британський дипломат капітан Г. Л. Фарквар успішно зробив навколосвітній переліт в Model B17R, подолавши 34331 кілометрів.
Луїз Таден і Бланш Ноєс виграли трофей Бендікс в 1936 році використовуючи Model C17R Staggerwing. Таден пізніше також виграла трофей Хармон. Жаклін Кокран поставила жіночий рекорд швидкості досягнувши 328 км/год на висоті вище 9144 метрів, зайняла третє місце в перегонах Bendix в 1927 році в модифікованому Model D17W Staggerwing. Літак також використовувався в перегонах в 1938 році.

### Друга світова війна

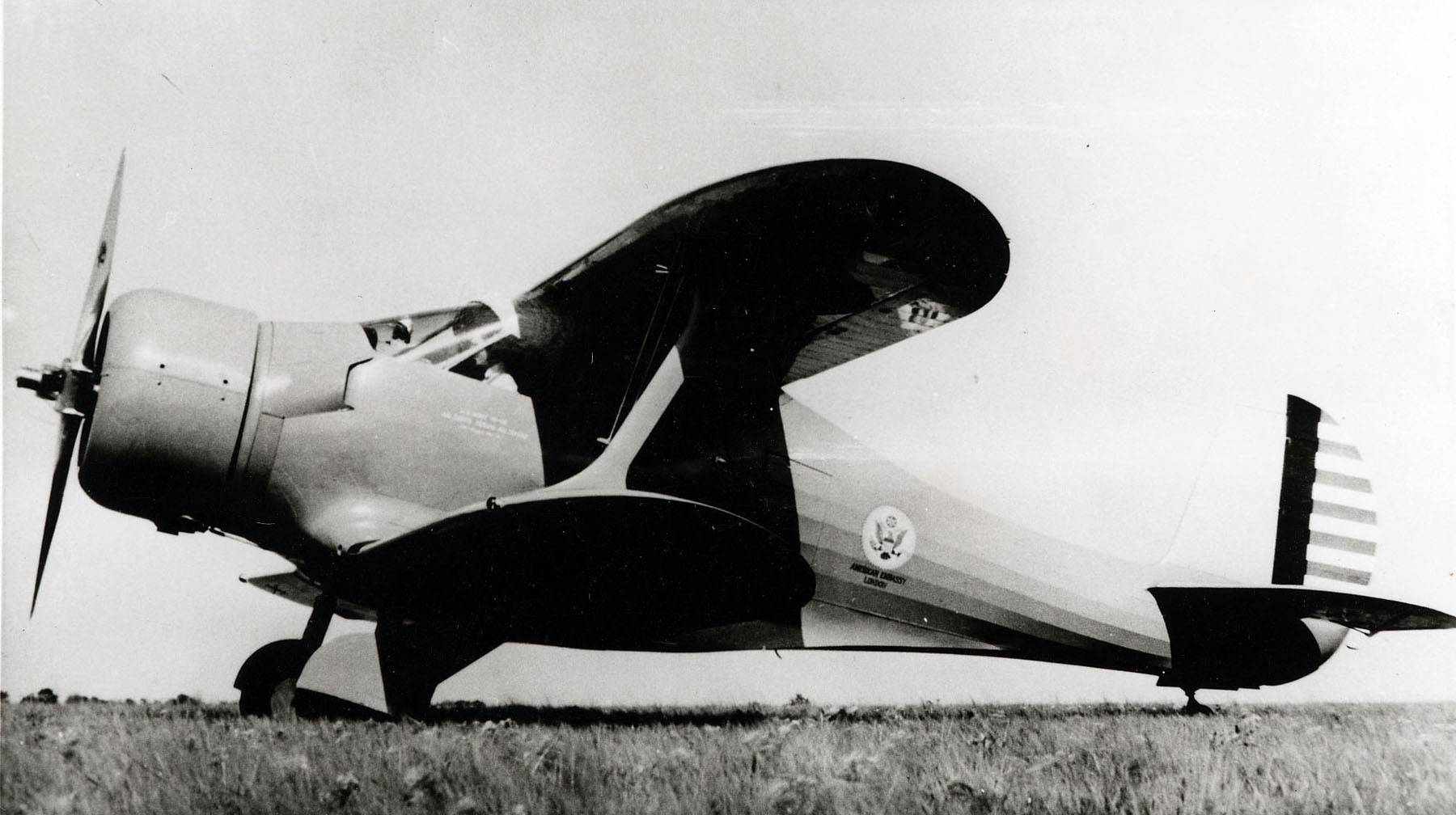
YC-43 (39-139) приписаний до посольства США в Лондоні

На передодні Другої світової війни Model 17 використовувалась по всьому світу, тому різні країни почали використовувати літак для посилення своїх повітряних можливостей. Декілька Model B17L використовувались в ролі бомбардувальників республіканських ВПС Другої іспанської республіки під час Громадянської війни в Іспанії. Китай замовив Model 17 для використання в ролі медичного літака під час другої японо-китайської війни. Фінляндія використовувала один Model C17L як літак зв'язку під час Зимової війни. 2 жовтня 1941 року Біч відправив спеціальний замаскований D17S для нідерландського принца Бернарда Ліппе-Бестерфельдського який працював на Нідерландський уряд в вигнанні.
В США ще в 1938 році Повітряний корпус Армії виявив зацікавлення в Model 17 для використання в ролі легкого літаку зв'язку. В кінці 1938 року було закуплено три Model D17S для проведення випробувань. Вони отримали позначення YC-43 (Y позначав літак в розробці чи нестандартну модель, C позначали вантажний від Cargo). Після коротких випробувань YC-43 були відправленні в Європу для використання військовими аташе в Лондоні, Парижі і Римі.
В 1942 році Повітряні сили Армії США потребували невеликого транспортного літака і замовили 270 Model 17 в конфігурації UC-43 Traveler (Utility, Cargo) яка базувалась на випробуваному YC-43. Потреба в нових літаках була настільки великою, що уряд також почав викуповувати додаткові Model 17 в приватних власників. Загалом армія купила 118 літаків, ще декілька було закуплено флотом. Флотські Model 17 отримали позначення GB-1 і GB-2 (General (загального призначення), Beech). В британській армії і флоті використовувались 106 літаків під власним позначенням Traveller Mk. I. Військові варіанти оснащувались двигуном Pratt & Whitney R-985 потужністю 450 к.с.

### Післявоєнне використання

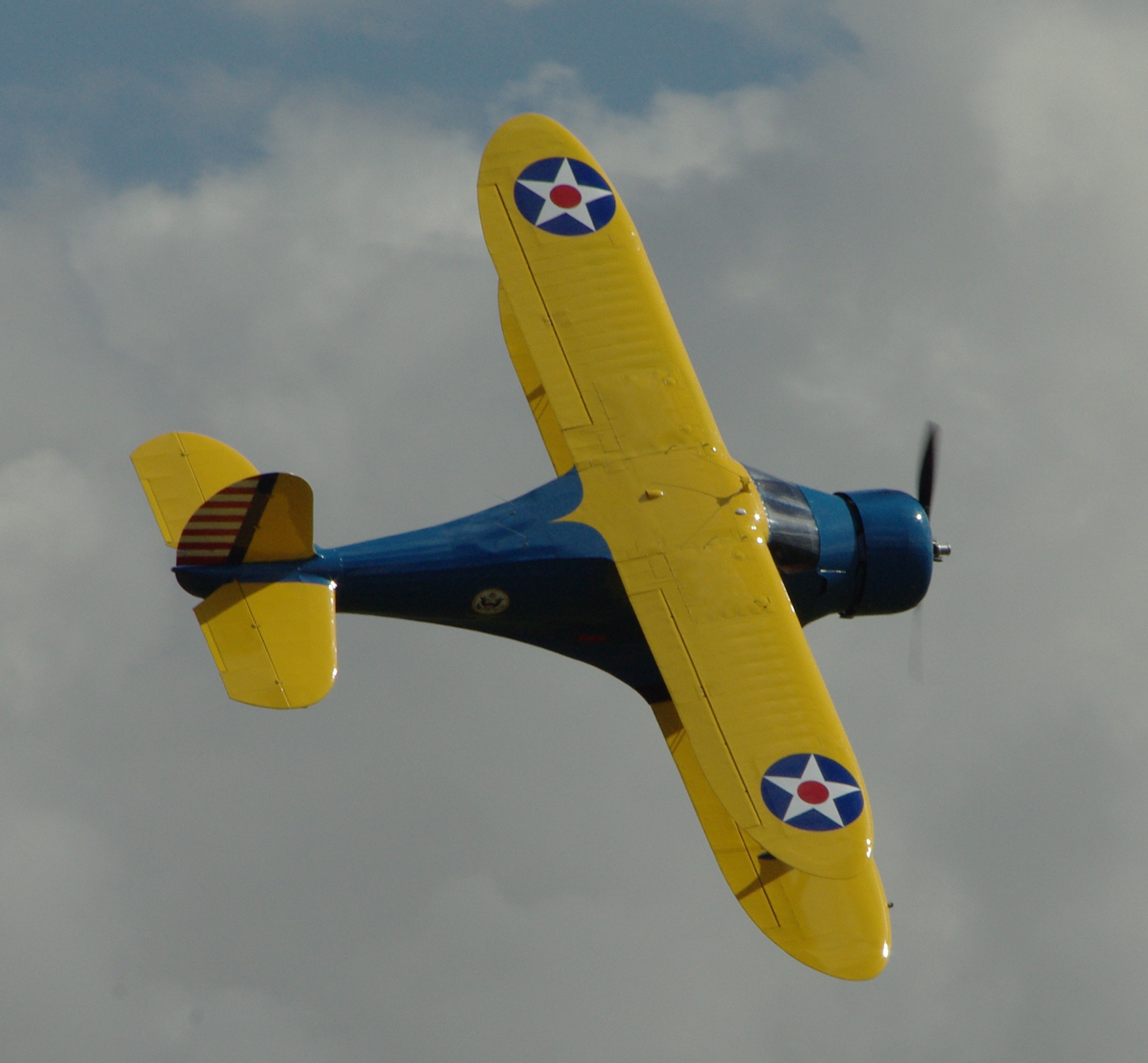
YC-43 Traveler на авіашоу Flying Legends. Даксфорд, 2009 рік.

Після закінчення війни Beechcraft швидко переробив свої виробничі потужності назад для виробництва цивільних літаків, створивши ще одну фінальну модифікацію Model G17S. Було побудовано 16 літаків, які продавалися по 29 тисяч доларів. Останній 785-ий Staggerwing був створений в 1948 році і проданий в 1949. Замість нього Beechcraft почали випускати легкий моноплан Beechcraft Bonanza.
Одним з останніх військових операторів стала Фінляндія, яка купила один норвезький D17S і використовувала його з 1950 по 1958 рік.

## Модифікації і варіанти

### Цивільні варіанти

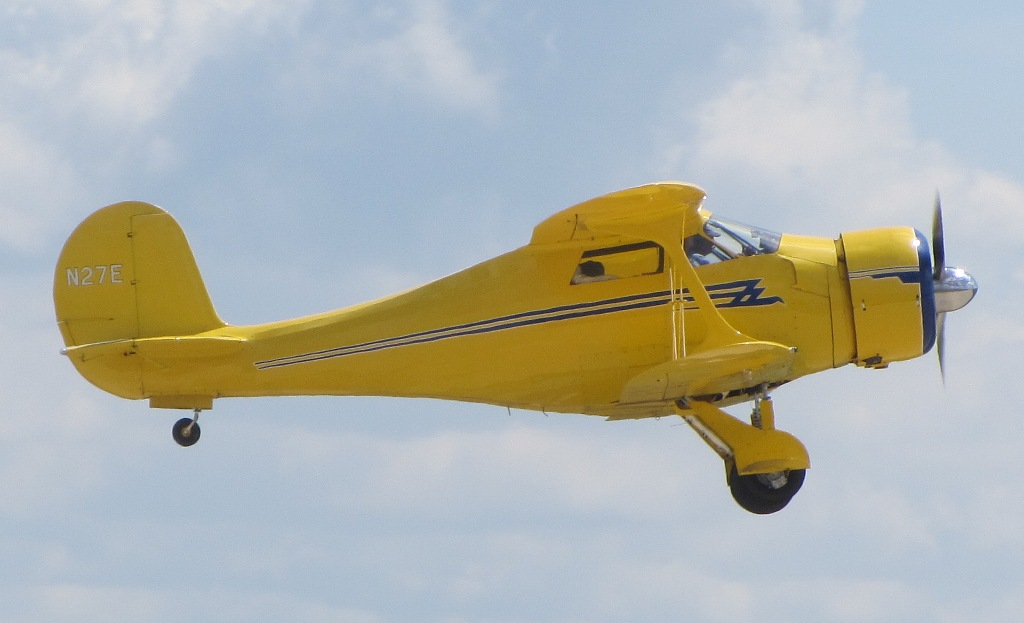
D17S виготовлений в 1944 році.

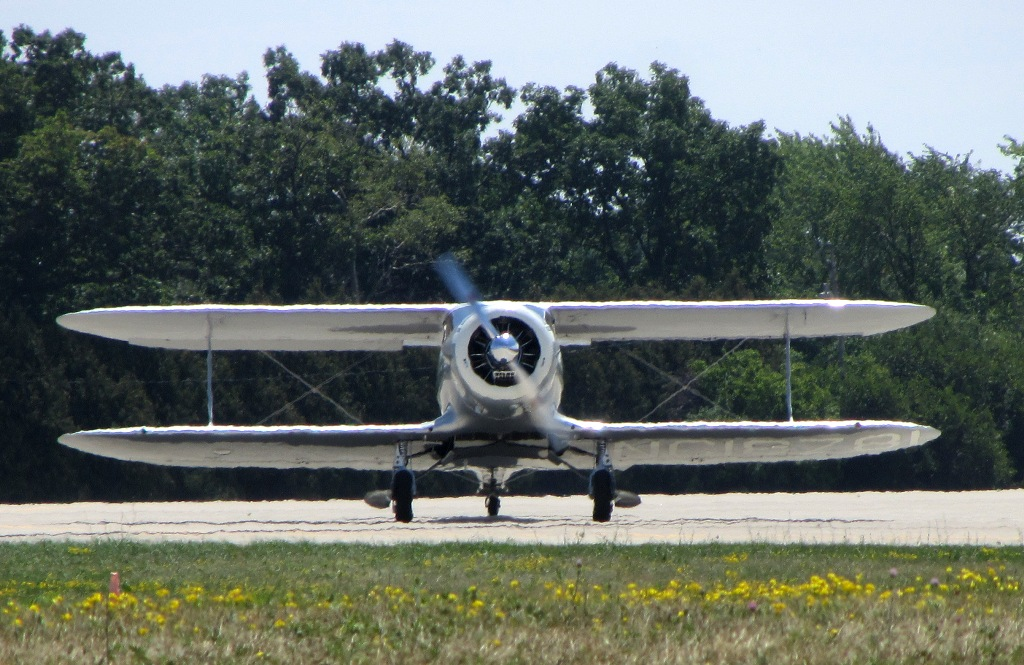
F17D

- 17 — прототипи з фіксованим шасі, виготовлені в 1932 і 1933.[7]
  - 17R — прототипи з двигуном Wright R-975-E2.[8]
  - 17J — запропонований одномісний військовий варіант з двигуном Wright Cyclone. Кабіна була посунена вперед, а верхнє крило мало отримати конфігурацію оберненої чайки. Не будувався.[9]
- A17 — варіант дизайну з фіксованим шасі, відмовились в 1935 році.[7]
  - A17F — варіант з двигуном Wright R-1820-F11. Побудовано один.[10]
  - A17FS — варіант з двигуном Wright SR-1820-F3. Побудовано один.[10]
- B17 — варіант з висувним шасі, перший запущений в серію, випускався з березня 1934 до березня 1936.
  - B17B — варіант з двигуном Jacobs L-5. Побудовано один в 1934.[10]
  - B17E — варіант з двигуном Wright R-760-E1. В 1935 році побудовано 4.[10]
  - B17L — варіант з двигуном Jacobs L-4. Побудовано 48.[11]
  - SB17L — B17L оснащений поплавками. Побудовано один.[11]
  - B17R — варіант з двигуном Wright R-975-E2/E3. З 1935 року побудовано 16.[11]
- C17 — виготовлявся з березня 1936 по березень 1937 року.
  - C17B — варіант з двигуном Jacobs L-5. Побудовано 40.[11]
  - SC17B — C17B оснащений поплавками. Побудовано один.[11]
  - C17E — варіант з двигуном Wright R-760-E1.[11]
  - C17L — варіант з двигуном Jacobs L-4. Побудовано шість.[12]
  - C17R — варіант з двигуном Wright R-975-E2/E3. Побудовано 16.[12]
  - SC17R — C17R оснащений поплавками. Побудовано один.[12]
- D17 — виготовлялися з березня 1937 по 1945. Після 1941 всі випускались для військових потреб.
  - D17A — варіант з двигуном Wright R-760-E2. Побудовано 10.[12]
  - D17R — варіант з двигуном Wright R-975-E3. Побудовано 27.[13]
  - D17S — варіант з двигуном Pratt & Whitney R-985-SB Wasp Junior. Побудовано 23.[13]
  - SD17S — D17S оснащений поплавками.[13]
  - D17W — варіант з Pratt & Whitney R-985-SC-G Wasp Junior з нагнітачем. Побудовано два.[13]
- E17 — виготовлявся з березня 1937 по 1941.
  - E17B — варіант з двигуном Jacobs L-MB. Побудовано 50.[13]
  - SE17B — E17B оснащений поплавками. Побудовано чотири.[13]
  - E17L — варіант з двигуном Jacobs L-4. Побудовано один.[13]
- F17 — виготовлявся з квітня 1938 року по 1941.
  - F17D — варіант з двигуном Jacobs L-6. Побудовано 61.[13]
  - SF17D — F17D оснащений поплавками. Побудовано один.[13]
- G17 — виготовлявся з 1946 по 1948.
  - G17S — варіант з двигуном Pratt & Whitney R-985-AN4. Побудовано 20.[13]
- Tachikawa-Beechcraft C17E — ліцензійно побудовані компанією Tachikawa в Японії. Побудовано 20 літаків, а ще два складено з імпортованих запчастин.
- 20M — запропонований варіант двомоторного Model 17, мав оснащуватись двигунами Menasco C6S-4 Super Buccaneer. Не випускався, натомість було сконструйовано Model 18.[14]

### Військові варіанти

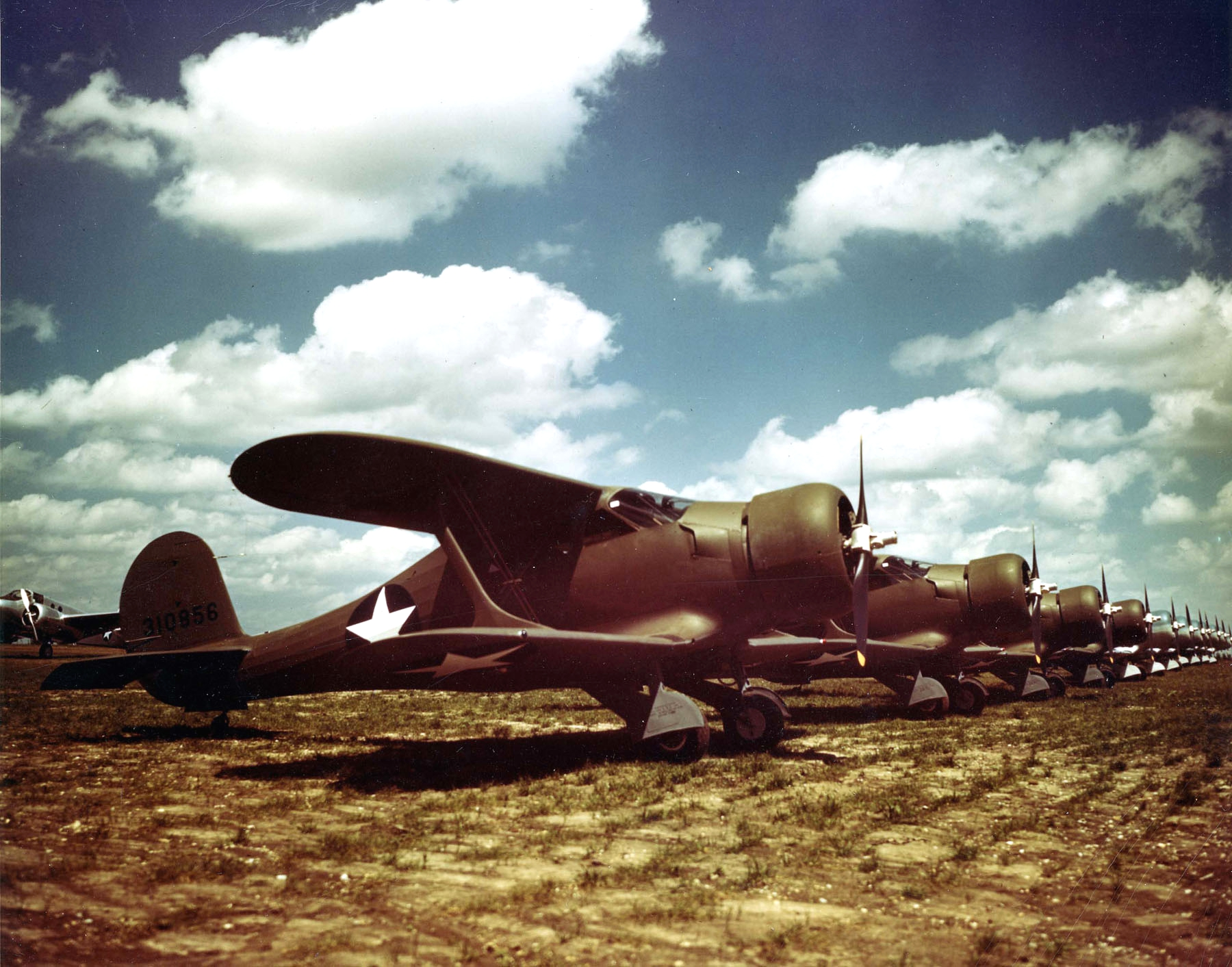
Військові Model 17 перед передачею в війська. Перші чотири UC-43 Traveler кольору хакі надходили армії, срібні GB-2 позаду призначались флоту.

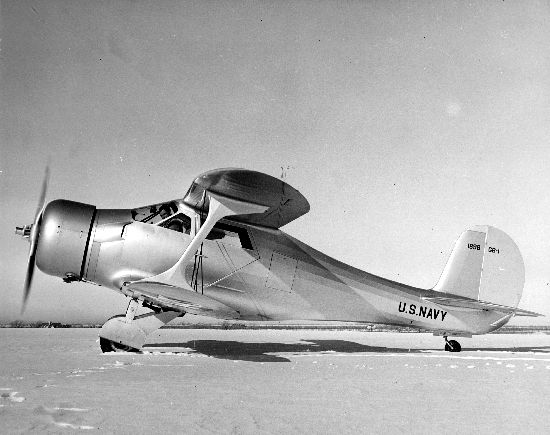
GB-1 ВМС США

- YC-43 — три D17S виготовлені для оцінювання Повітряним корпусом армії США
- UC-43 Traveler — серійний військовий варіант з двигуном Pratt & Whitney R-985-AN-1. 75 замовила армія, ще 63 флот під назвою GB-1. Пізніше, ще 132 GB-2 були передані з флоту і позначались цим ім'ям.
  - UC-43A — 13 D17R вилучених на потреби армії.
  - UC-43B — 13 D17S вилучених на потреби армії.
  - UC-43C — 37 F17D вилучених на потреби армії.
  - UC-43D — 31 E17B вилучених на потреби армії.
  - UC-43E — 5 C17R вилучених на потреби армії.
  - UC-43F — один D17A вилучений на потреба армії.
  - UC-43G — 10 C17B вилучених на потреби армії.
  - UC-43H — три B17R вилучених на потреби армії.
  - UC-43J — три C17L вилучених на потреби армії.
  - UC-43K — один D17W вилучений на потреби армії, спочатку побудований для Жаклін Кокран.
- GB-1 — флотський варіант D17, 10 виготовлено на замовлення в 1939, ще 10 вилучених в цивільних операторів.
- GB-2 — GB-1 але з двигунами R-985-50 або R-985-AN-1. Побудовано 271, пізніше 132 передані армії як UC-43
- JB-1 — один C17Rдля перевезення вищого офіцерського складу.
- Traveller I — британське позначення літака. Британія використовувала один YC-43 і 107 UC-43/GB-2. В основному використовувались флотом.
- D1Be — D17A бразильського флоту.[15]

## Оцінка проєкту
В березні 2003 журнал Plane & Pilot назвав Staggerwing одним з десяти улюблених літаків за весь час.
В квітневому випуску журналу AOPA Pilot в голосуванні за найкрасивіший літак Staggerwing отримав майже 3000 голосів з висновком що він «має ідеальний баланс між „мускульною силою“ і „делікатною грацією“ та відмітили її класичні лінії і симетрію».
В листопаді 2012 року журнал Aviation History визнали Staggerwing п'ятим в рейтингу найкрасивіших літаків, визнавши що він «став основним прикладом вінтажної краси» і «віднесене назад верхнє крило дозволило встановити вікно з прекрасним оглядом вверх, що створило відмінний класичний вигляд арт деко.»

## Тактико-технічні характеристики (D17S)

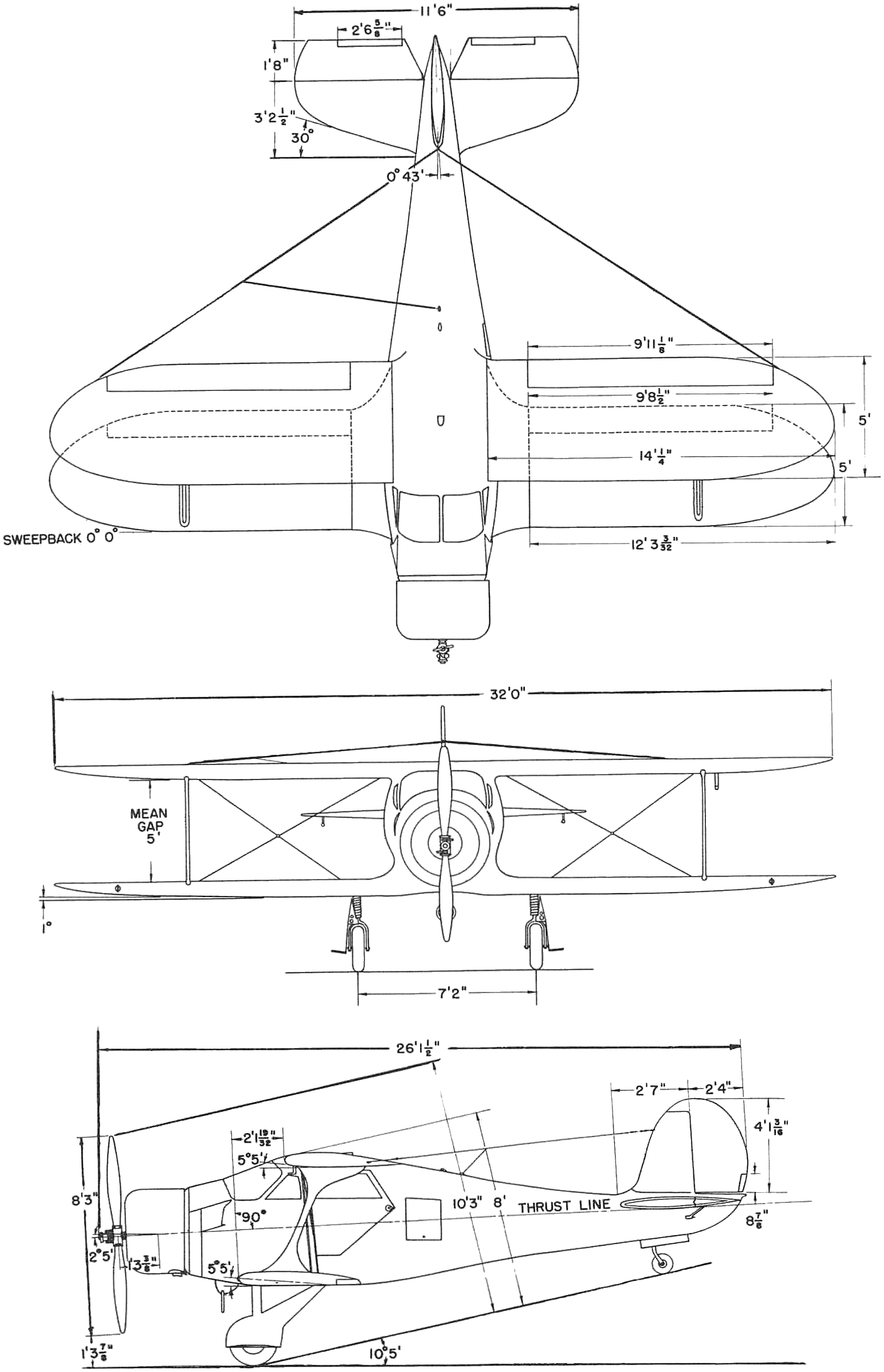
Beechcraft UC-43

Дані з Jane's Fighting Aircraft of World War II

### Технічні характеристики
- Екіпаж: 1 особа
- Пасажиромісткість: 3-4 пасажири і 57 кг вантажу
- Довжина: 8,18 м
- Висота: 2,4 м
- Розмах крил: 9,8 м
- Площа крил: 27,55 м²
- Маса пустого: 1152 кг
- Маса спорядженого: 1928 кг
- Навантаження на крило: 70 кг/м²
- Двигун: радіальний двигун Pratt & Whitney R-985 Wasp Junior
- Потужність: 450 к. с.
- Питома потужність: 9,44 кг/к.с.

### Льотні характеристики
- Максимальна швидкість: 341 км/год
- Крейсерська швидкість: 325 км/год
- Дальність польоту: 1080 км.
- Швидкопідйомність: 7,6 м/с
- Максимальна висота: 7600 м

## Військові оператори
Дані відповідно до World Air Forces: Historical listings of the aircraft used.
 Австралія
- Повітряні сили Австралії (три в використанні з 1941 до 1947)

 Болівія
- Повітряні сили Болівії (отримали один літак в 1941)

 Бразилія
- Повітряні сили Бразилії (54 літаки в використанні з 1942 до 1960)
- Військово-морські сили Бразилії (4 літаки в використанні з 1940 до 1941)

 Республіка Китай
- Національно-революційна армія (21 літак в використанні з 1937 до 1945)

 Колабораціоністський режим в Китаї
- Колабораціоністська китайська армія (один літак в використанні з 1941 до 1945)[20]

 Куба
- Авіаційний корпус армії (Куба) (два в використанні з 1945 до 1958)

 Ефіопія
- два перебували на державній службі з 1935 по 1936 рік.

 Фінляндія
- Повітряні сили Фінляндії (один C17L використовувався з 1940 до 1945 і один D17S з 1950 до 1958)[6]

 Гондурас
- Повітряні сили Гондурасу (два в використанні з 1936 до 1958)

 Нідерланди
- Військово-морські сили Нідерландів (один з 1942 до 1945)

 Нова Зеландія
- Королівські військово-повітряні сили Нової Зеландії
  - 42-а ескадрилья

 Перу
- Повітряні сили в Перу (один з 1946 до 1958)

 Друга іспанська республіка
- Повітряні сили Іспанської Республіки (9 на озброєнні в 1936)

 Велика Британія
- Повітряні сили Великої Британії
- Повітряні сили флоту Великої Британії[21]
  - 701-а ескадрилья
  - 712-а ескадрилья
  - 730-а ескадрилья
  - 740-а ескадрилья
  - 776-а ескадрилья
  - 778-а ескадрилья
  - 781-а ескадрилья
  - 782-а ескадрилья
  - 787-а ескадрилья
  - 799-а ескадрилья

 Сполучені Штати Америки
- Повітряний корпус Армії США (пізніше Повітряні сили Армії США)
- Військово-морські сили США
- Цивільний повітряний патруль

 Уругвай
- Повітряні сили Уругваю (один в використанні з 1944 до 1962)